# Томас, Теодор
Теодо́р То́мас (нем. и англ. Theodore Thomas; 11 октября 1835, Эзенс ― 4 января 1905, Чикаго) ― американский скрипач и дирижёр немецкого происхождения.

## Биография
Теодор Томас родился в семье скрипача Иоганна Августа Томаса и его супруги Софии. Начальное музыкальное образование он получил у своего отца. В возрасте шести лет Теодор Томас уже выступал с концертами в качестве скрипача. В 1845 году его семья иммигрировала в США.
В Нью-Йорке Томас играл на скрипке в составе различных оркестров, в возрасте пятнадцати лет начал участвовать в гастрольных поездках (в 1850 г. в составе оркестра, сопровождавшего Дженни Линд, в 1852 г. — в оркестре, аккомпанировавшем Генриетте Зонтаг, и т. д.). В свободное от гастролей время Томас брал уроки дирижирования у выступавших в Нью-Йорке Карла Эккерта и Луи Антуана Жюльена. В 1854—1861 гг. играл первую скрипку на популярных в Нью-Йорке вечерах камерной музыки.
В 1861 году Томас организовал собственный симфонический оркестр в Нью-Йорке. С 1877 года он был художественным руководителем Нью-Йоркского филармонического оркестра. В 1891 году Теодор Томас основал Чикагский симфонический оркестр, которым руководил до своей смерти в 1905 году. Долгое время руководя ведущими симфоническими оркестрами США, он занимался популяризацией музыки европейских мастеров, одним из первых познакомив американскую публику с музыкой Бетховена, Моцарта, Вагнера.

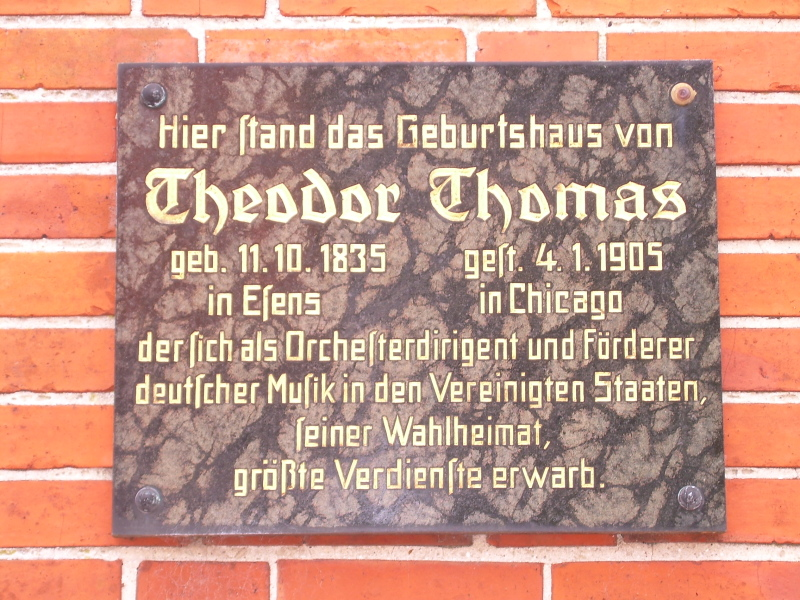
Памятная доска на доме Теодора Томаса в Эзенсе